# Mwenge (Masasi)
Mwenge è una circoscrizione mista (mixed ward) della Tanzania situata nel distretto urbano di Masasi, regione di Mtwara. Conta una popolazione di 7 222 abitanti (censimento 2012).